# Luismi Loro
Luis Miguel Loro Santiago (Fuenlabrada, Madrid, 4 de septiembre de 1979), más conocido como Luismi Loro, es un exfutbolista español. Su último equipo fue el C. D. Roda. fue analista del Deportivo Alavés y actualmente es el segundo entrenador de Javier Calleja.

## Trayectoria
Es un jugador nacido en Fuenlabrada y ha pasado por multitud de equipos en Segunda División B y ha tenido la oportunidad de jugar en Segunda. Tras conseguir doce goles en la temporada 2000-01 en el Club de Fútbol Fuenlabrada, el jugador firmó con el Levante Unión Deportiva, pero no llegó a despuntar en la ciudad levantina tras varias temporadas cedido a varios equipos de Segunda División B, entre ellos el Levante B, Levante, Conquense y Cartagena. Entre los equipos en los que estuvo cedido, destaca en el Unión Balompédica Conquense, al marcar ocho goles en la temporada 2001-2002.
Más tarde, firmaría con el Logroñés Club de Fútbol, donde estuvo una temporada, para acabar firmando por el Benidorm Club Deportivo, donde estuvo tres temporadas, también en la de Segunda División B. El futbolista fue el segundo máximo anotador de la categoría, por detrás de Alfredo Juan Mayordomo (22 goles), delantero del U. E. Sant Andreu, al anotar 21 goles.
En la temporada 2010-11 firma con el C. D. Castellón, donde realiza una campaña muy positiva; el mediapunta volvió a ser por segundo año consecutivo el segundo máximo goleador del Grupo III de la categoría de bronce, con 17 goles.
Tras el descenso administrativo del C. D. Castellón a Tercera División, en la temporada 2011-12 firma con el Elche CF, llegando libre al club ilicitano.
En enero de 2012 el mediapunta se desvincula del Elche CF y se compromete hasta junio de 2013 con el Club Deportivo Tenerife, quedando las condiciones económicas de la siguiente temporada supeditadas a la categoría en la que milite el colectivo canario.
En la temporada 2012-13 logró el ascenso con el C. D. Tenerife, siendo una pieza clave en el conjunto isleño, logrando 11 goles en la liga regular, y en los play-off de ascenso, en el partido de ida para ascender a Segunda División, hace el primer gol del CD Tenerife de falta directa, contribuyendo al 3-1 conseguido frente al Centre d'Esports L'Hospitalet.
Posteriormente en la pretemporada de la 2013-14 firmó por el Huracán de Valencia, pasando en la 2014-15 a las filas del Olímpic de Xàtiva.

## Clubes
| Club                             | País   | Año       |
| -------------------------------- | ------ | --------- |
| Club de Fútbol Fuenlabrada       | España | 1999-2001 |
| Levante Unión Deportiva          | España | 2001      |
| Unión Balompédica Conquense      | España | 2001-2002 |
| Levante Unión Deportiva          | España | 2002-2003 |
| Novelda Club de Fútbol           | España | 2003-2004 |
| Levante Unión Deportiva "B"      | España | 2004-2006 |
| Fútbol Club Cartagena            | España | 2006      |
| Levante Unión Deportiva "B"      | España | 2006      |
| Logroñés Club de Fútbol          | España | 2006-2007 |
| Benidorm Club Deportivo          | España | 2007-2010 |
| Club Deportivo Castellón         | España | 2010-2011 |
| Elche Club de Fútbol             | España | 2011      |
| Club Deportivo Tenerife          | España | 2012-2014 |
| Huracán Valencia Club de Fútbol  | España | 2014–15   |
| Club Deportivo Olímpic de Xàtiva | España | 2015–16   |
| Club Deportivo Roda              | España | 2016–17   |